# Byasjön (Ullareds socken, Halland)
Byasjön är en sjö i Falkenbergs kommun i Halland och ingår i Ätrans huvudavrinningsområde. Sjön har en area på 0,0532 kvadratkilometer och ligger 72,3 meter över havet. Sjön avvattnas av vattendraget Hjärtaredån.

## Delavrinningsområde
Byasjön ingår i det delavrinningsområde (634533-131004) som SMHI kallar för Utloppet av Byasjön. Medelhöjden är 110 meter över havet och ytan är 0,84 kvadratkilometer. Räknas de 5 avrinningsområdena uppströms in blir den ackumulerade arean 93,86 kvadratkilometer. Hjärtaredån som avvattnar avrinningsområdet har biflödesordning 3, vilket innebär att vattnet flödar genom totalt 3 vattendrag innan det når havet efter 52 kilometer. Avrinningsområdet består mestadels av skog (68 procent) och jordbruk (18 procent). Avrinningsområdet har 0,04 kvadratkilometer vattenytor vilket ger det en sjöprocent på 4,8 procent.